# امدن (دهانه)
امدن یک دهانه برخوردی در ماه‌ است.

## دهانه‌های اقماری
این دهانه ۶ دهانه اقماری دارد.
| Emden | عرض جغرافیایی | طول جغرافیایی | قطر          |
| ----- | ------------- | ------------- | ------------ |
| D     | ۶۴.۴° N       | ۱۷۱.۱° W      | ۴۷.۰ کیلومتر |
| F     | ۶۳.۵° N       | ۱۷۱.۱° W      | ۲۰.۰ کیلومتر |
| M     | ۶۱.۳° N       | ۱۷۷.۰° W      | ۲۵.۰ کیلومتر |
| U     | ۶۴.۷° N       | ۱۷۷.۹° E      | ۳۸.۰ کیلومتر |
| W     | ۶۶.۴° N       | ۱۷۸.۳° E      | ۲۵.۰ کیلومتر |
| V     | ۶۵.۸° N       | ۱۷۷.۵° E      | ۳۵.۰ کیلومتر |